# مله فرنچ
مله فرنچ (انگلیسی: Mele French؛ زادهٔ ۱۵ ژوئن ۱۹۸۴) بازیکن فوتبال اهل ایالات متحده آمریکا است.
از باشگاه‌هایی که در آن بازی کرده‌است می‌توان به اسکای بلو اف‌سی، باشگاه فوتبال ونکوور وایتکپس، وسترن نیویورک فلش، باشگاه فوتبال زنان فرایبورگ، باشگاه فوتبال اورنج کانتی بلوز، و باشگاه فوتبال رین اشاره کرد.